# Ocotlán (Jalisco)
Ocotlán is een stad in Jalisco, in het westen van Mexico. De stad ligt even ten noorden van het Chapalameer aan de Río Grande de Santiago. Ocotlán heeft 83.769 inwoners (census 2010) en is de hoofdplaats van de gemeente Ocotlán, die een oppervlakte van 247,7 km² heeft.
Ocotlán is gesticht in 1530 op de plaats van een inheemse nederzetting. De naam Ocotlán komt uit het Nahuatl en betekent "plaats van de ocote". De ocote is een type pijnboom (Pinus montezumae). In Ocotlán bevinden zich twee kathedralen.

## Geboren
- Carlos Salcido (2 april 1980), voetballer

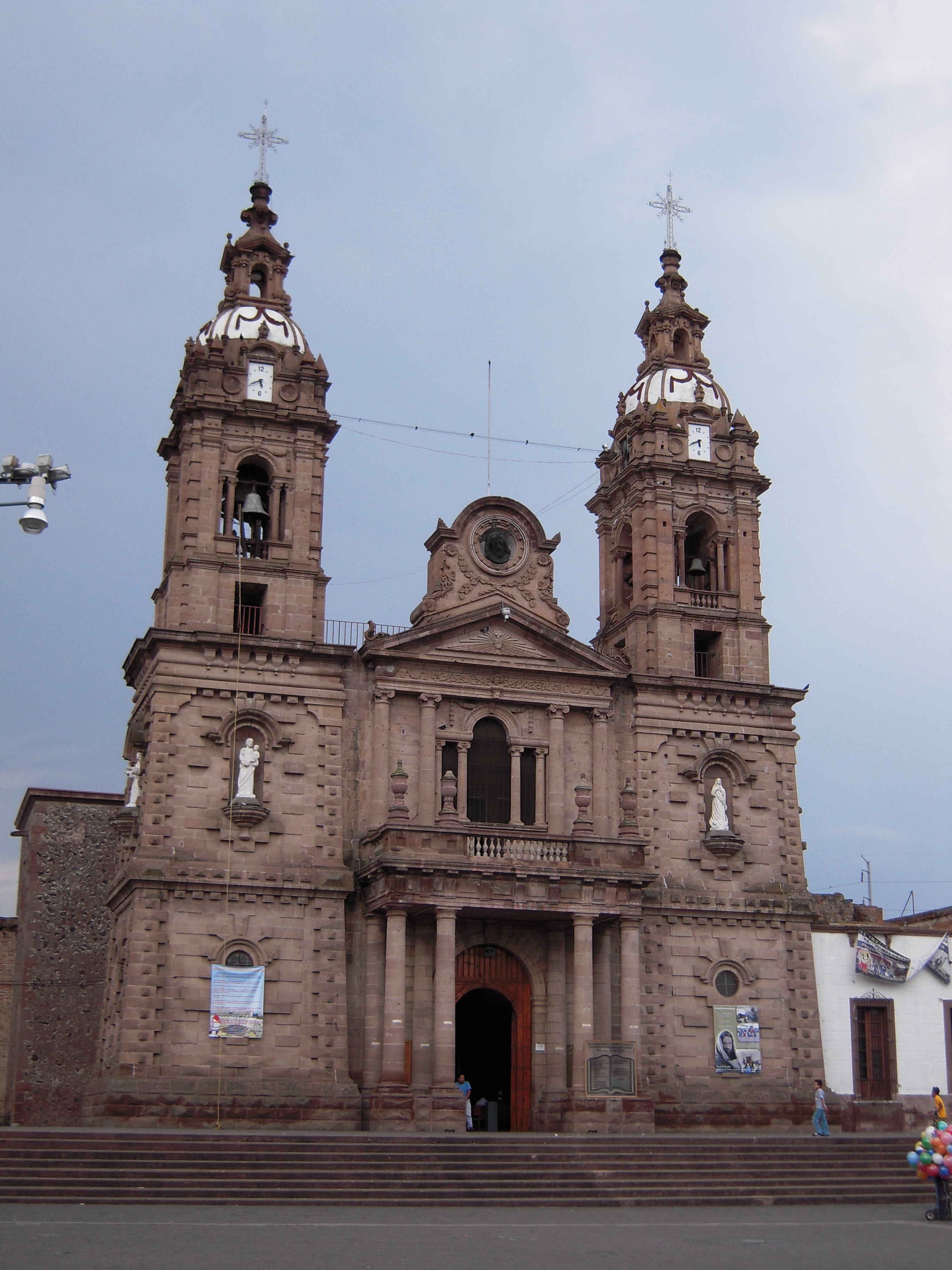
Kerk